# Persimmon plc
Persimmon plc (LSE : PSN) est la plus grande entreprise britannique de construction de par sa capitalisation boursière.

## Principaux actionnaires
Au 25 janvier 2020:
| SEB Investment Management                        | 2,93% |
| The Vanguard Group                               | 2,76% |
| Thornburg Investment Management                  | 2,60% |
| Norges Bank Investment Management                | 2,56% |
| Legal & General Investment Management            | 2,45% |
| BlackRock Fund Advisors                          | 2,40% |
| Grantham, Mayo, Van Otterloo                     | 1,96% |
| Duncan Henry Davidson                            | 1,78% |
| T. Rowe Price Associates (Investment Management) | 1,65% |
| BlackRock Advisors                               | 1,49% |